# Teatro Calderón
Il Teatro Calderón è un teatro di Madrid, Spagna. Viene inaugurato il 18 giugno 1917 con il nome Teatro Odeón; progettato dall'architetto Eduardo Sánchez Eznarriaga, le vetrate del vestibolo sono di Maumejean e i dipinti della sala di Demetrio Monteserín.
Potendo contenere 1000 persone, ospita principalmente spettacoli lirici; durante la seconda repubblica spagnola è stato anche teatro d'opera e, nel corso della guerra civile, ha ospitato artisti della copla andalusa e della zarzuela. È stato anche la sede dell'Orchestra sinfonica di Madrid.